# St. Peter (Mainz)

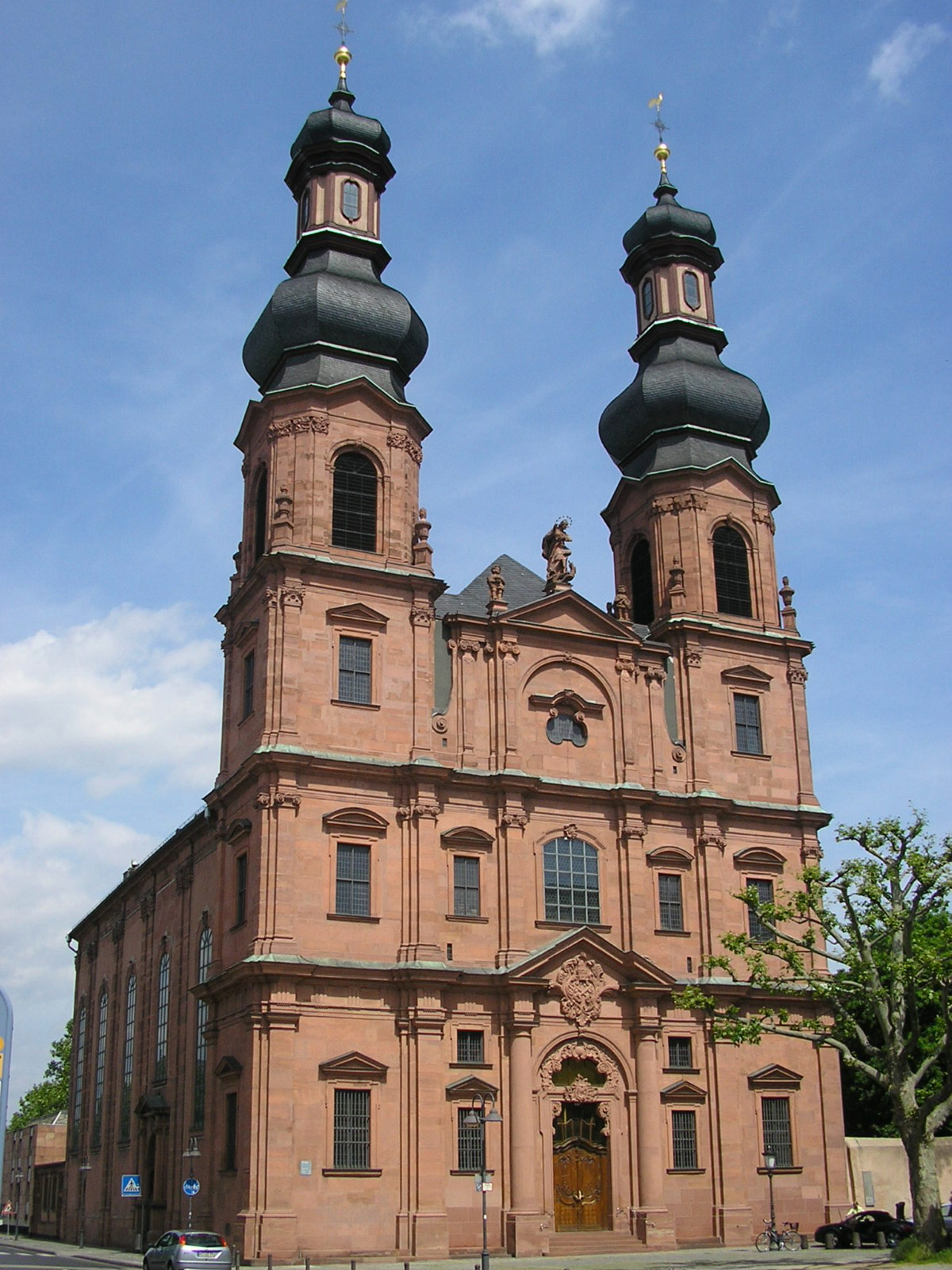
St. Peter in Mainz

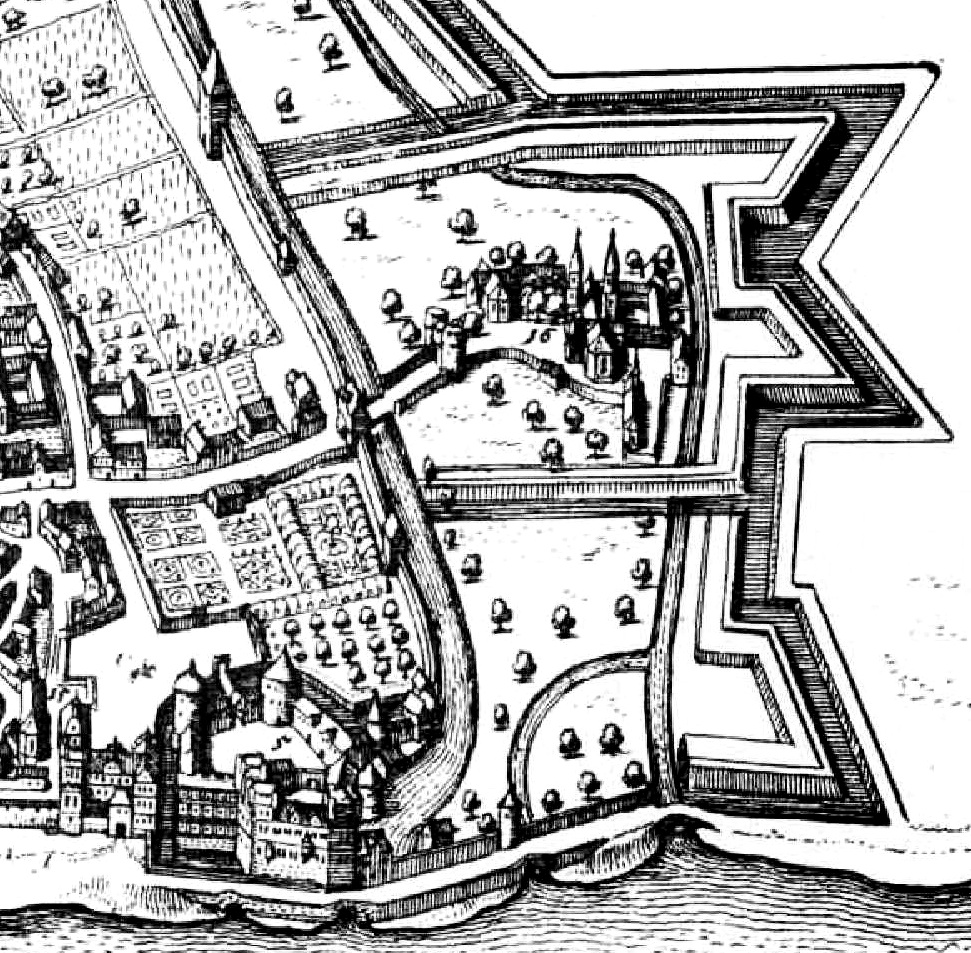
Das alte Petersstift auf der (gewesteten) Stadtansicht von Merian, gedruckt 1646, gezeichnet vor 1631

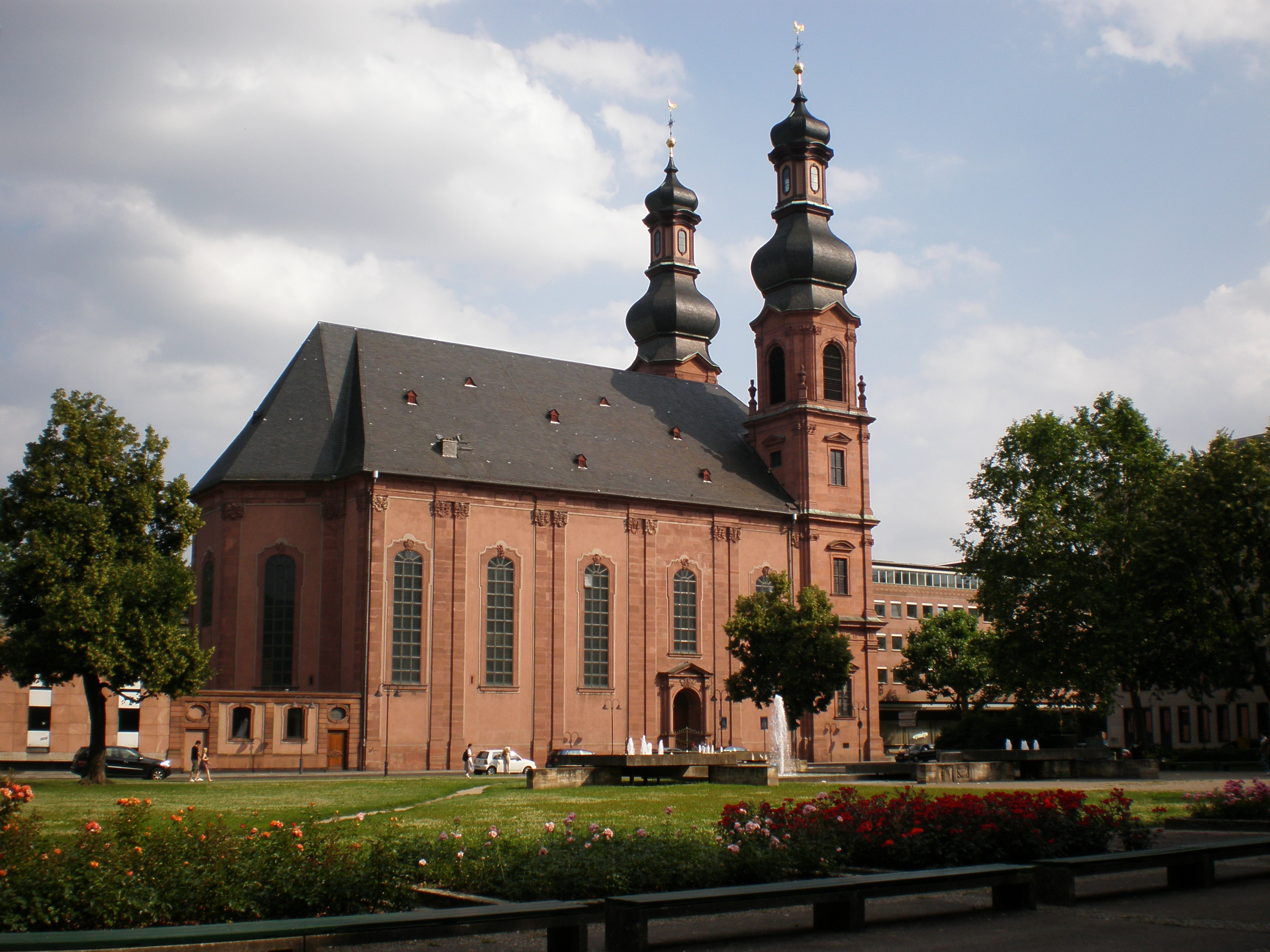
Blick über den Ernst-Ludwig-Platz auf die Nord-West-Fassade

Die katholische Kirche St. Peter gehört mit ihrer reichhaltigen Rokokoausstattung im Innern zu den bedeutendsten Barockbauten in Mainz. Sie war ursprünglich Stiftskirche des seit dem 10. Jahrhundert bestehenden Stiftes St. Peter vor den Mauern und ist dem Apostel Petrus als Namenspatron gewidmet. Heute dient sie der Pfarrei St. Peter/St. Emmeran als Pfarrkirche (siehe:→St. Emmeran (Mainz)).

## Geschichte des Stifts

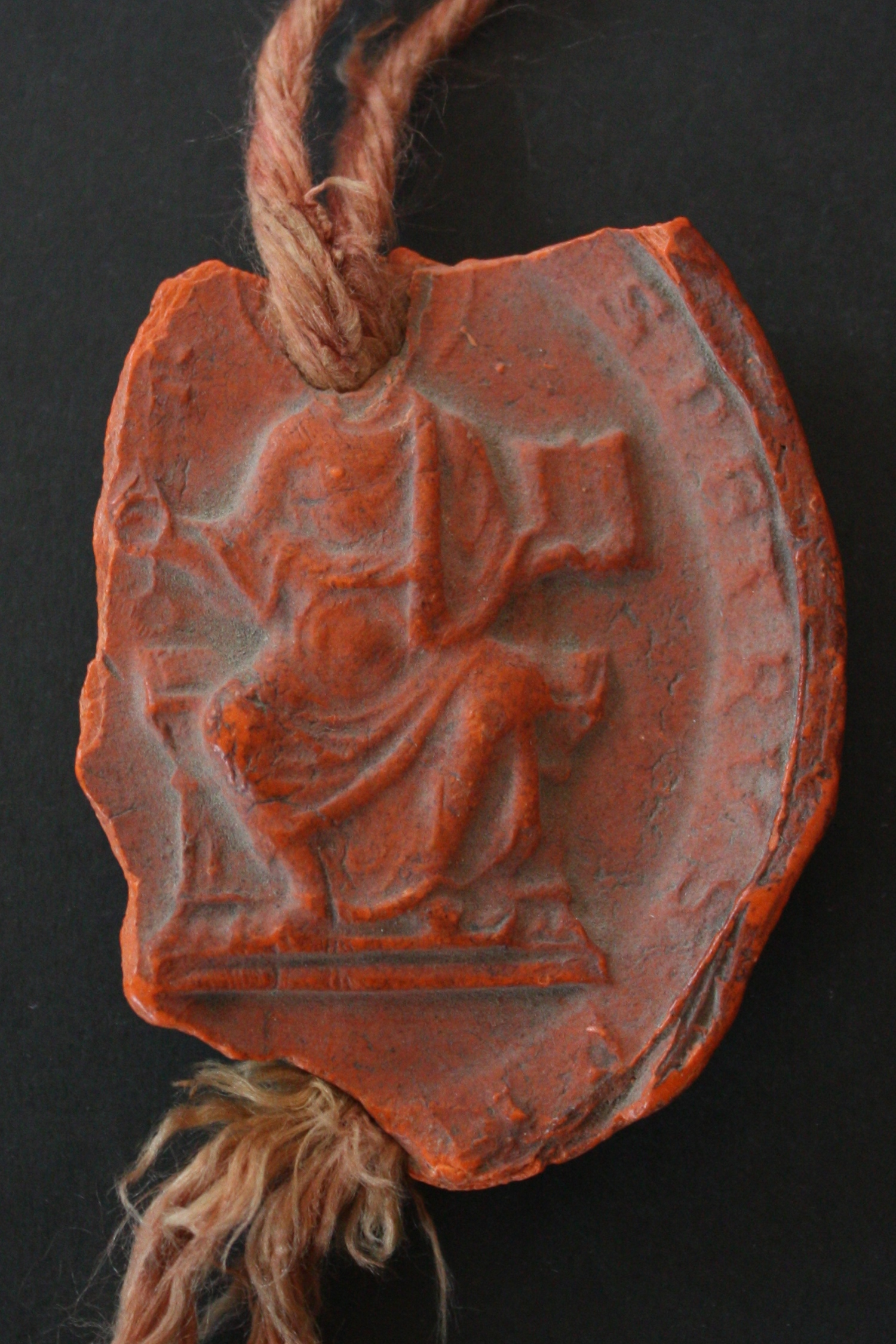
Mittelalterliches Siegel des Konvents des Stifts

Das Stift wurde 944 von Erzbischof Friedrich (937–954) nördlich der Stadtmauer errichtet (etwa dort, wo sich heute der 117er Ehrenhof befindet ⊙). Stifte waren auch wichtige Verwaltungseinheiten, auf die sich der Erzbischof stützte. Deren Vorsteher, die Pröpste, leiteten jeweils ein Archidiakonat.
Das vor den Toren der Stadt gelegene Stift wurde im Dreißigjährigen Krieg 1631 beim Einfall der Schweden vollständig zerstört. Erzbischof Johann Philipp von Schönborn sah von einem Wiederaufbau ab. Über ein Jahrhundert hatte die Stiftsgemeinschaft so keine eigenen Gebäude. Erst 1749 beschloss Erzbischof Johann Friedrich Karl von Ostein den Neubau. Das Stift wurde an anderer Stelle, dort wo seine Gebäude heute noch stehen, unweit der später in napoleonischer Zeit untergegangenen Schlosskirche St. Gangolf, neu errichtet. An dieser Stelle befand sich zuvor eine romanische Kirche, das sogenannte Odenmünster oder St. Mari unterm Münster. Diese mittelalterliche Kirche wurde seit 1724 nicht mehr genutzt und für den Neubau abgebrochen, der von 1749 bis 1756/57 erfolgte und im Kontext der Aufwertung des Bleichenviertels zu sehen ist.
Mit der Säkularisation wurde das Stift am 4. Juli 1802 aufgehoben.

## Kirche

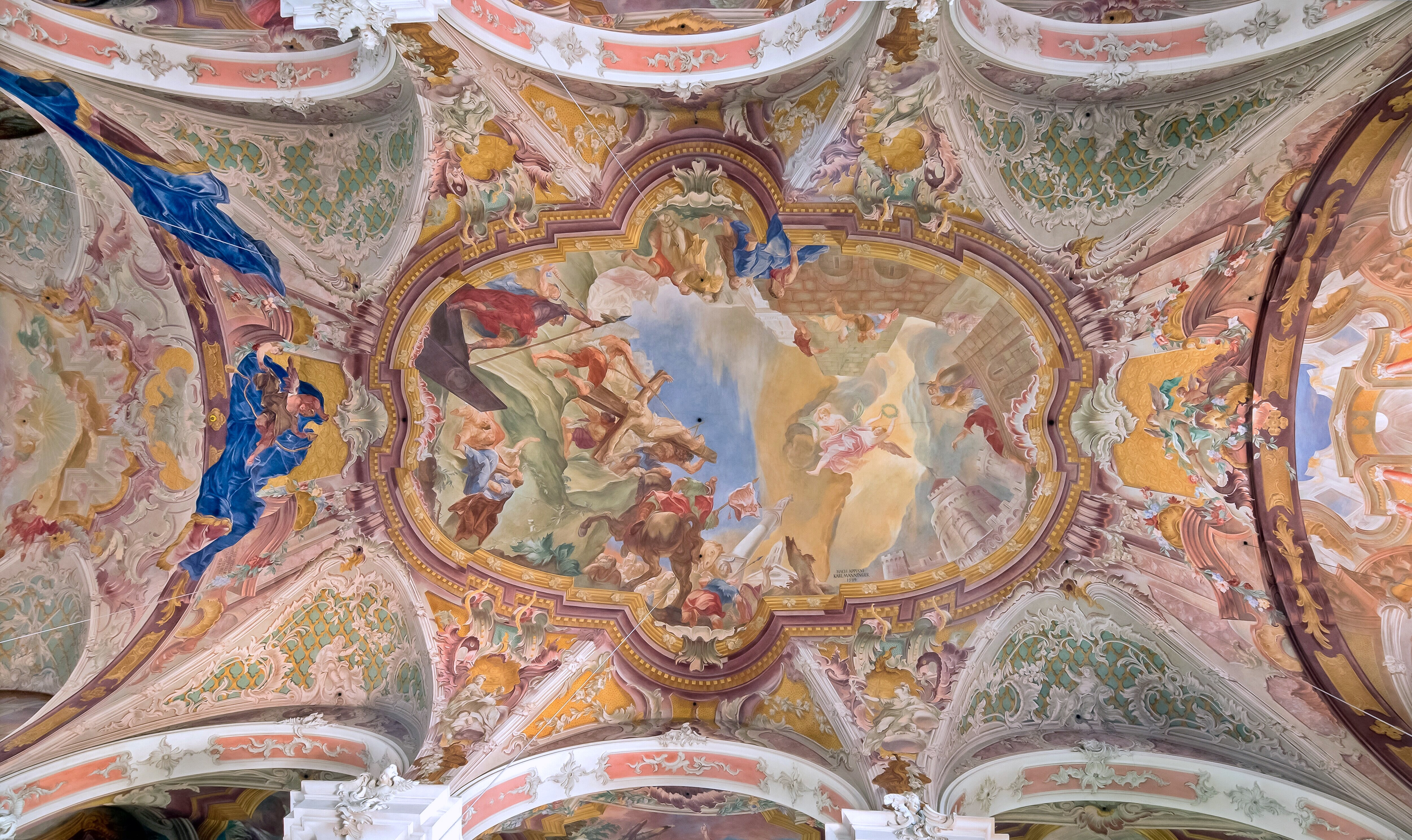
Deckenmalerei mit der Kreuzigung des Apostels Petrus

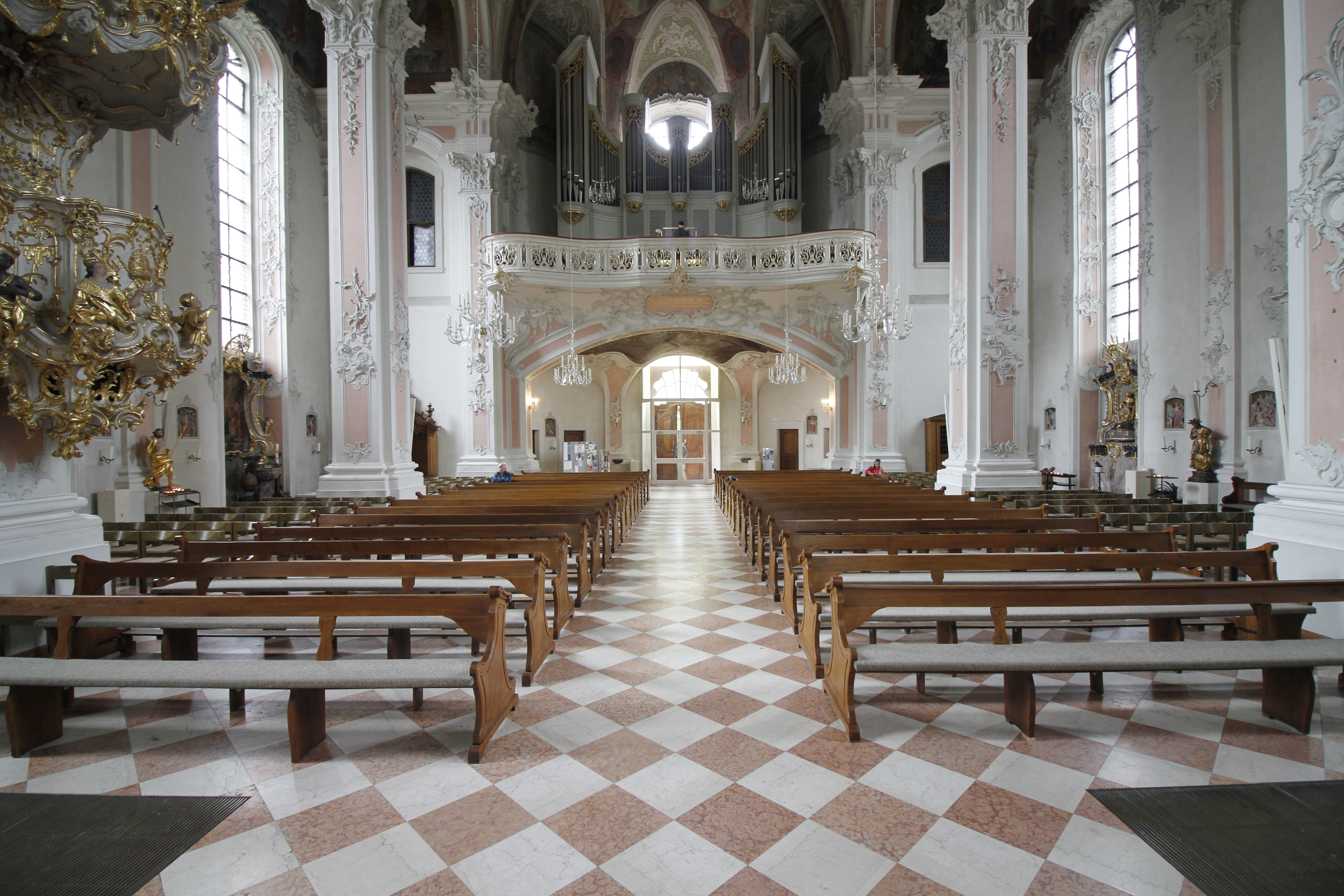
Westempore mit Orgel

Der heutige Bau der Peterskirche ist ein barocker Hallenbau (drei Joche) mit Doppelturmfassade des Architekten Johann Valentin Thoman, den dieser von 1749 bis 1756 errichtete. Bis 1762 wurde die Kirche noch vervollständigt. Die 1757 geweihte Kirche war durch die Säkularisation 1802 nur noch 45 Jahre Stiftskirche. Unter französischer Besatzung war die Kirche 1813 Pferdestall, 1814 wurde sie Garnisonkirche der preußischen Garnisonsteile, was sie bis 1918 blieb. Danach wurde sie Pfarrkirche.
Den ersten großen Luftangriff auf Mainz im August 1942, bei dem unter anderem die Christophskirche zerstört wurde, hat St. Peter heil überstanden. Der zweite schwere Angriff auf Mainz im Herbst 1944 hatte deutlich schlimmere Auswirkungen. Der Südturm wurde von einer Sprengbombe getroffen und fiel aufs Mittelschiff, wobei er ein großes Loch ins Gewölbe schlug. Der Nordturm, der Chorraum und große Teile des Mittelschiffes waren jedoch unbeschädigt.
Am 27. Februar 1945 wurde Mainz durch Luftangriffe fast vollständig durch Brandbomben zerstört. Die Peterskirche verlor ihre Turmfassade, das Kirchenschiff brannte aus. Bis 1952 wurde die Kirche notdürftig so hergerichtet, dass sie von der Gemeinde benutzt werden konnte. 1959 wurde mit dem Wiederaufbau begonnen, 1961 waren die Doppeltürme originalgetreu wiederhergestellt. Von 1973 bis 1989 wurde die Kirche praktisch ständig renoviert. Dabei rekonstruierte Karl Manninger die Deckenfresken mit Hilfe von Farbfotografien von Paul Wolff aus dem Historischen Farbdiaarchiv.
Von der Ausstattung der Kirche ist vieles im Original unwiederbringlich verloren, darunter vor allem die Orgel, die Deckenfresken des Giuseppe Appiani und das Chorgestühl. Nicht zerstört wurden die großen Barockaltäre, die Stuckdekoration und das wertvollste erhaltene Ausstattungsstück, die große Kanzel des Johannes Förster.
In einer Seitenkapelle der Kirche ist der in Mainz sehr verehrte Pfarrer Franz Adam Landvogt (1889–1953) bestattet.

## Orgel
Eine Orgel wurde 1755–56 von dem Orgelbauer Joseph Anton Boos gebaut. Sie besaß um 1860 folgende Disposition:
| I Hauptwerk |                |       |
| 1.          | Prinzipal      | 8′    |
| 2.          | Bordun         | 16′   |
| 3.          | Hohlpfeife     | 8′    |
| 4.          | Salicional     | 8′    |
| 5.          | Viola di Gamba | 8′    |
| 6.          | Oktav          | 4′    |
| 7.          | Gemshorn       | 4′    |
| 8.          | Flauto gedackt | 4′    |
| 9.          | Quint          | 2 ⁄3′ |
| 10.         | Oktave         | 2′    |
| 11.         | Flagolet       | 2′    |
| 12.         | Cornett III    |       |
| 13.         | Mixtur IV      | 2′    |
| 14.         | Trompete       | 8′    |
| 15.         | Clarion        | 4′    |

| II Oberwerk |                 |       |
| 16.         | Prinzipal       | 4′    |
| 17.         | Flauto traverse | 8′    |
| 18.         | Hohlpfeife      | 8′    |
| 19.         | Gemshorn        | 4′    |
| 20.         | Salicional      | 4′    |
| 21.         | Flauto Gedackt  | 4′    |
| 22.         | Quint           | 1 ⁄3′ |
| 23.         | Oktave          | 2′    |
| 24.         | Mixtur III      |       |
| 25.         | Crumhorm        | 8′    |
| 26.         | Vox humana      | 8′    |

| III Unterwerk |               |       |
| 27.           | Bordun        | 8′    |
| 28.           | Flaut gedackt | 4′    |
| 29.           | Salicional    | 4′    |
| 30.           | Oktave        | 2′    |
| 31.           | Quint         | 1 ⁄3′ |
| 32.           | Cimpal        | 1′    |
| 33.           | Crumhorm      | 8′    |
| 34.           | Vox humana    | 8′    |

| Pedal |              |     |
| 35.   | Prinzipalbaß | 16′ |
| 36.   | Subbaß       | 16′ |
| 37.   | Oktavbaß     | 8′  |
| 38.   | Violonbaß    | 8′  |
| 39.   | Baßettel     | 4′  |
| 40.   | Mixtur       |     |
| 41.   | Posaunenbaß  | 16′ |

1930 wurde die Orgel durch die Firma Johannes Klais Orgelbau umgebaut.
| I Hauptwerk |                  |       |
| 1.          | Bordun           | 16′   |
| 2.          | Prinzipal        | 8′    |
| 3.          | Viola di Gamba   | 8′    |
| 4.          | Zartflöte        | 8′    |
| 5.          | Nachthorngedackt | 8′    |
| 6.          | Salicional       | 8′    |
| 7.          | Oktav            | 4′    |
| 8.          | Gemshorn         | 4′    |
| 9.          | Hohlflöte        | 4′    |
| 10.         | Superoctave      | 2′    |
| 11.         | Flagolet         | 2′    |
| 12.         | Quint            | 2 ⁄3′ |
| 13.         | Mixtur IV        |       |
| 14.         | Cornett III      |       |
| 15.         | Trompete         | 8′    |

| II Brustwerk |                 |     |
| 16.          | Großgedackt     | 16′ |
| 17.          | Harfenprincipal | 8′  |
| 18.          | Gedackt         | 8′  |
| 19.          | Harmonika       | 8′  |
| 20.          | Flauto Dolce    | 8′  |
| 21.          | Dolciano        | 8′  |
| 22.          | Praestant       | 4′  |
| 23.          | Gedacktflöte    | 4′  |
| 24.          | Salicet         | 4′  |
| 25.          | Flautino        | 2′  |
| 26.          | Kleincornett IV |     |
| 27.          | Schalmey        | 8′  |

| III Schwellwerk |                         |     |
| 28.             | Lieblich Gedackt        | 16′ |
| 29.             | Geigenprincipal         | 8′  |
| 30.             | Rohrflöte               | 8′  |
| 31.             | Quintanenna             | 8′  |
| 32.             | Spitzflöte              | 8′  |
| 33.             | Octave                  | 4′  |
| 34.             | Blockflöte              | 4′  |
| 35.             | Waldflöte               | 2′  |
| 36.             | Nachthorn               | 1′  |
| 37.             | Progressio harm. III–IV |     |
| 38.             | Krummhorn               | 8′  |

| Pedal |                     |     |
| 39.   | Prinzipal           | 16′ |
| 40.   | Violon              | 16′ |
| 41.   | Subbaß              | 16′ |
| 42.   | Gedacktbaß          | 16′ |
| 43.   | Octavbaß            | 8′  |
| 44.   | Baßflöte            | 8′  |
| 45.   | Gedacktpommer       | 4′  |
| 46.   | Rauschpfeife III–IV |     |
| 47.   | Posaune             | 16′ |

Die Orgel wurde beim Bombenangriff auf Mainz am 27. Februar 1945 zerstört.
Die neue Orgel wurde 1986 in St. Peter aufgestellt. Zuvor stand sie in der Karmeliter-Kirche (Augustinuskerk) in Nijmegen (Niederlande). Das Instrument wurde 1954 von der niederländischen Firma Verschueren Orgelbouw gebaut und 1984 angekauft. Die Firma Heinz Wilbrand baute ein neues Gehäuse mit einem neunachsigen Prospekt im Stil des Neoklassizismus und ergänzte ein Unterpositiv. Seitdem verfügt das Instrument über 40 Register, die auf drei Manuale und Pedal verteilt sind. Die Spieltrakturen sind mechanisch, die Registertrakturen  elektrisch. Der gewaltige Prospekt wurde für Mainz barock verbrämt.
| I Hauptwerk C–g3 |       |
| Gedecktpommer    | 16′   |
| Praestant        | 8′    |
| Rohrflöte        | 8′    |
| Oktave           | 4′    |
| Blockflöte       | 4′    |
| Quinte           | 2 ⁄3′ |
| Oktave           | 2′    |
| Mixtur V–VI      |       |
| Cornett III–V    |       |
| Trompete         | 8′    |
| Clairon          | 4′    |
| Tremulant        |       |

| II Schwellwerk C–g3 |       |
| Praestant           | 8′    |
| Spitzgambe          | 8′    |
| Schwebung           | 8′    |
| Hohlpfeife          | 8′    |
| Singend Praestant   | 4′    |
| Bärpfeife           | 4′    |
| Nachthorn           | 2′    |
| Sexquialter II      | 2 ⁄3′ |
| Mixtur III–IV       |       |
| Dulzian             | 16′   |
| Oboe                | 8′    |
| Tremulant           |       |

| III Positiv C–g3 |       |
| Holzgedeckt      | 8′    |
| Quintade         | 8′    |
| Prinzipal        | 4′    |
| Rohrflöte        | 4′    |
| Schwiegel        | 2′    |
| Spitzquinte      | 1 ⁄3′ |
| Zimbel III       | 1⁄2′  |
| Krummhorn        | 8′    |
| Tremulant        |       |

| Pedalwerk C–f1 |         |
| Prinzipalbass  | 16′     |
| Subbass        | 16′     |
| Quintbass      | 10 2⁄3′ |
| Oktavbass      | 8′      |
| Gedecktbass    | 8′      |
| Choralbass     | 4′      |
| Flötbass       | 4′      |
| Posaune        | 16′     |
| Trompete       | 8′      |
| Clairon        | 4′      |

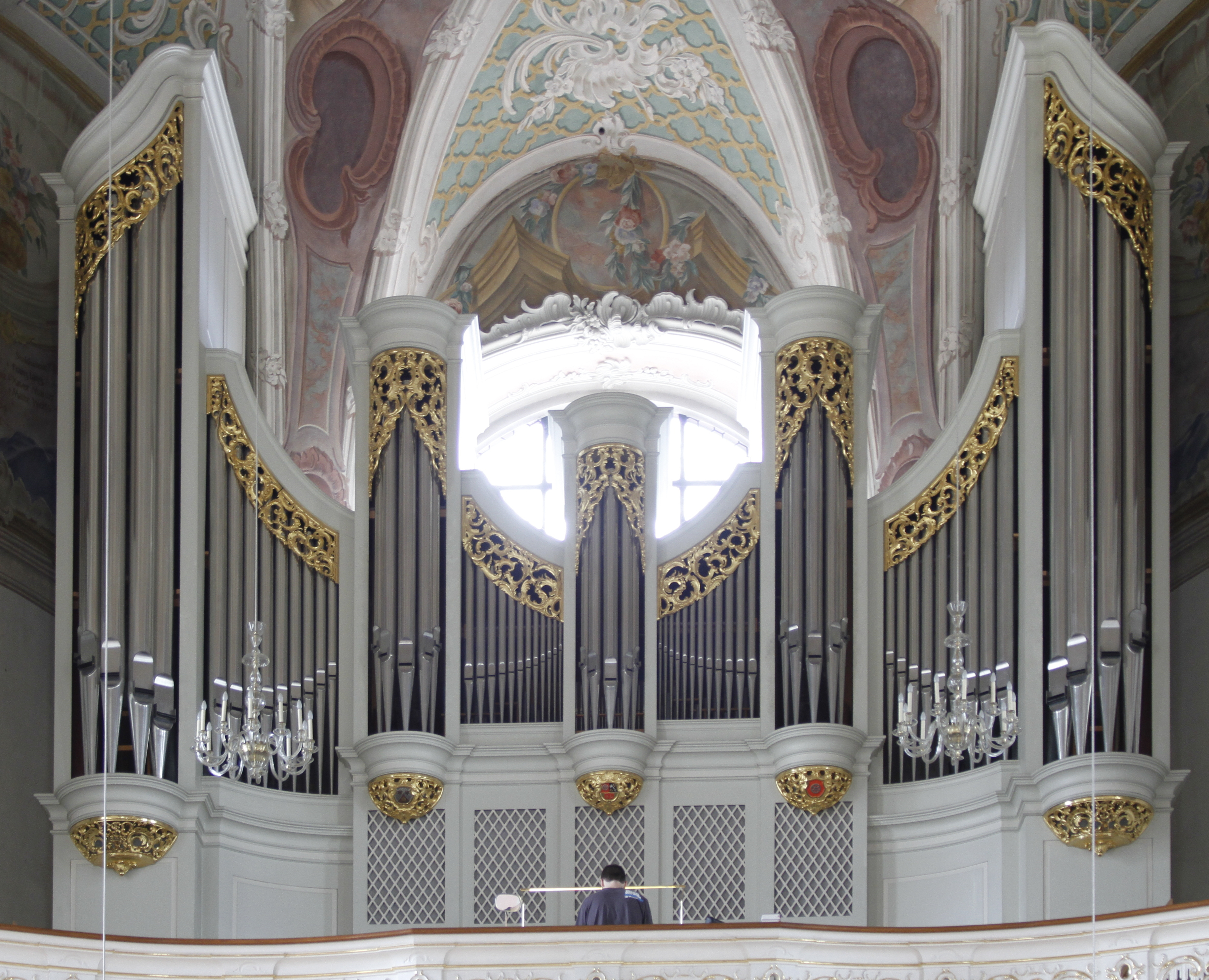
Orgel

- Koppeln: II/I, III/I, III/II, I/P, II/P, III/P

## Glocken
Alle Kirchenglocken sind im Südturm untergebracht und hängen im Stahlglockenstuhl von 1960/1962. Die große Heilandsglocke verfügt wieder über ein Holzjoch. Vor dem Zweiten Weltkrieg hing sie alleine im Südturm, der 1944 von einer Sprengbombe getroffen wurde. Die Glocke überstand den Sturz fast unbeschadet. Die anderen drei Glocken, deren Namen und Tonhöhen zum Vorbild der neuen dienten, hingen im Nordturm und fielen am 27. Februar 1945 den Flammen zum Opfer.
Das Meßglöckchen aus dem alten Petersstift, welches sicherlich höher gestimmt war als die Elisabethglocke, hing bis 1945 im nach dem Krieg nicht wieder rekonstruierten Dachreiter auf dem Mittelschiff.
| Nr. | Name                      | Gussjahr | Gießer, Gussort                  | Masse (kg) | Schlagton (HT-1/16) |
| 1   | Heiland                   | 1757     | Johann Peter Bach, Windecken     | 3550       | a0 +4               |
| 2   | Ave Maria                 | 1960     | Petit & Gebr. Edelbrock, Gescher | 2420       | c1 +6               |
| 3   | Peter & Paul              | 1962     | Petit & Gebr. Edelbrock, Gescher | 1658       | d1 +6               |
| 4   | Franz Xaver               | 1960     | Petit & Gebr. Edelbrock, Gescher | 1136       | e1 +6               |
| 5   | Elisabeth (Angelusglocke) | 1961     | Petit & Gebr. Edelbrock, Gescher | 190        | d2 +8               |

## Neuere Werke
In jüngerer Zeit kam ein moderner Altar des Künstlers Gernot Rumpf hinzu. Dieser bezieht sich auf den Menschenfischer Petrus mit einem Netz. Hierin tummeln sich Fische, die sich bei genauem Hinschauen als Menschen entpuppen – sogar ein Exemplar mit Narrenkappe ist darunter. Der gleiche Künstler schuf außerdem den Ambo und den Osterleuchter. Zum 50sten Todestag von Pfarrer Franz Adam Landvogt, der in St. Peter Pfarrer war, wurde im Oktober 2003 eine Bronzeplastik von Karlheinz Oswald in der Krypta Landvogts aufgestellt.

## Batzekuche
Der Batzekuche ist ein runder, dicker Kuchen aus Hefeteig, der seit Anfang des 19. Jahrhunderts in der Pfarrei St. Peter am neunten Tag nach Fronleichnam, dem sogenannten Herz-Jesu-Fest verteilt wird. Die Herkunft des Namens Batzekuche geht laut Mainzer Wörterbuch nicht auf die Münze Batzen zurück, sondern auf die ursprüngliche Bedeutung des Wortes Batzen als dicker Klumpen. Daraus sei auch der Münzbegriff entstanden, da die Batzenmünzen dicker geprägt gewesen seien als die sonst gebräuchlichen dünnblechigen Münzen.
Er war ursprünglich für die Kinder bestimmt, die bei der Festprozession mitlaufen. Es handelt sich hierbei um eine in Deutschland einzigartige Tradition, die sich ausschließlich auf die Pfarrei beschränkt. Die Tradition, den Batzekuche zu verteilen, geht auf die örtliche Herz-Jesu-Bruderschaft zurück, die 1802 in die Gemeinde gezogen war. Zum ersten Mal verteilt wurde der Kuchen etwa 1818. Die Kinder erhielten ihn für ihre Dienste als Fahnen- und Blumenträger des Herz-Jesu-Festes. Während die Tradition im 19. und 20. Jahrhundert unter großer Beteiligung und mit großem Aufwand hochgehalten wurde, feiert die Gemeinde das Fest seit dem Zweiten Weltkrieg nicht mehr so ausgiebig, es findet jedoch nach wie vor statt und der Kuchen wird weiterhin ausgegeben.
Der Mainzer Batzekuche steht auch in der Tradition der Weißbrotspenden zu Kirchenfesten. Ein bekanntes Beispiel sind die noch heute gefeierten jährlichen Sankt-Martins-Umzüge, bei denen die teilnehmenden Kinder je nach Region verschiedene Backwaren erhalten. Den Brauch gibt es aber auch für die teilnehmende Priesterschaft. So erhielt etwa jeder Geistliche aus Mainz, der seinerzeit an der Prozession über den Emausweg im Mainzer Gartenfeld teilnahm, ein Maß Wein und einen Kuchen.